# Willy Lindström
Bo Morgan Willy Lindström (* 5. Mai 1951 in Grums) ist ein ehemaliger schwedischer Eishockeyspieler (Rechtsaußen), der von 1975 bis 1987 für die Winnipeg Jets, Edmonton Oilers und die Pittsburgh Penguins in der National Hockey League sowie für die Winnipeg Jets in der World Hockey Association spielte.

## Karriere
Als Junior spielte er in seiner Heimatstadt für den Grums IK in der zweiten schwedischen Liga. Mit 20 Jahren wechselte er in die erste Liga zum Västra Frölunda HC. 
Nach der Teilnahme an den Eishockey-Weltmeisterschaften 1974 und 1975 wechselte er zu den Winnipeg Jets in die World Hockey Association.  Hier konnte er gleich in seiner ersten Saison 1975/76 die Avco World Trophy gewinnen. Im Team um den Star Bobby Hull waren seine Landsleute Anders Hedberg und Ulf Nilsson unter den Topscorern. In den nächsten drei Jahren gewann er die Meisterschaft der WHA noch zweimal. Nach Auflösung der Liga spielte er weiter mit den Jets in der NHL. 
Im Laufe der Saison 1982/83 wurde er an die Edmonton Oilers um Wayne Gretzky abgegeben. In der Saison 1983/84 konnte er dann als erster Europäer, der den WHA-Titel gewonnen hatte, auch den Stanley Cup gewinnen. Ein Jahr später verteidigte er mit den Oilers den Titel.
Nach drei Jahren in Edmonton spielte er noch zwei Spielzeiten mit den Pittsburgh Penguins, bevor er nach Schweden zurückkehrte und dort für Brynäs IF spielte.

## Sportliche Erfolge
- Avco World Trophy: 1976, 1978 und 1979
- Stanley Cup: 1984 und 1985

### Persönliche Auszeichnungen
- WHA All-Star Game MVP: 1977 (gemeinsam mit Jean-Louis Levasseur)